# Minoritenplatz (Vídeň)
Minoritské náměstí (německy Minoritenplatz) je historické náměstí ve Vídni. Dominantou náměstí je budova Minoritského kostela.
Kromě kostela se na náměstí nacházejí ještě další budovy:

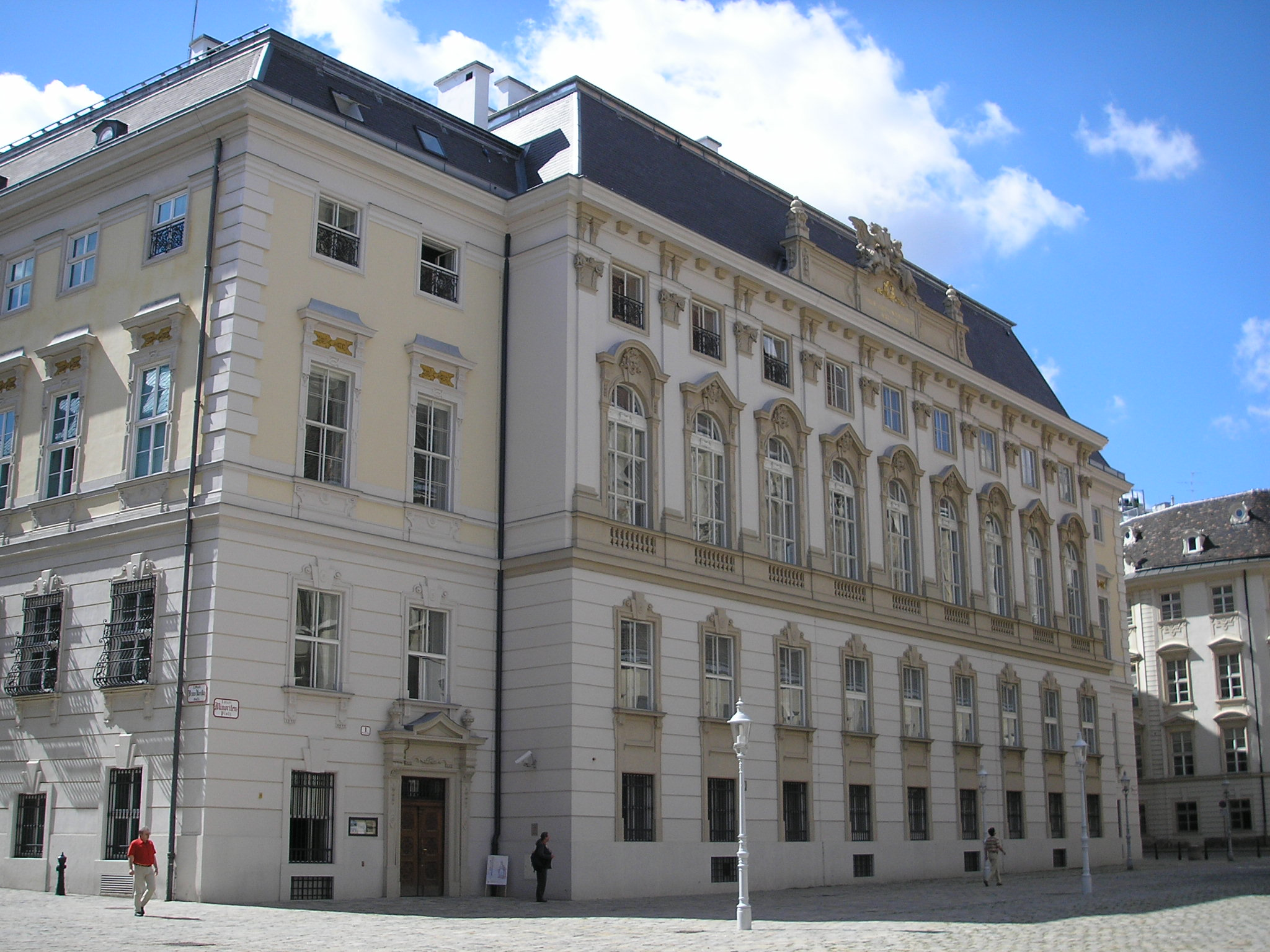
Rakouský státní archiv (Minoritenplatz 1)
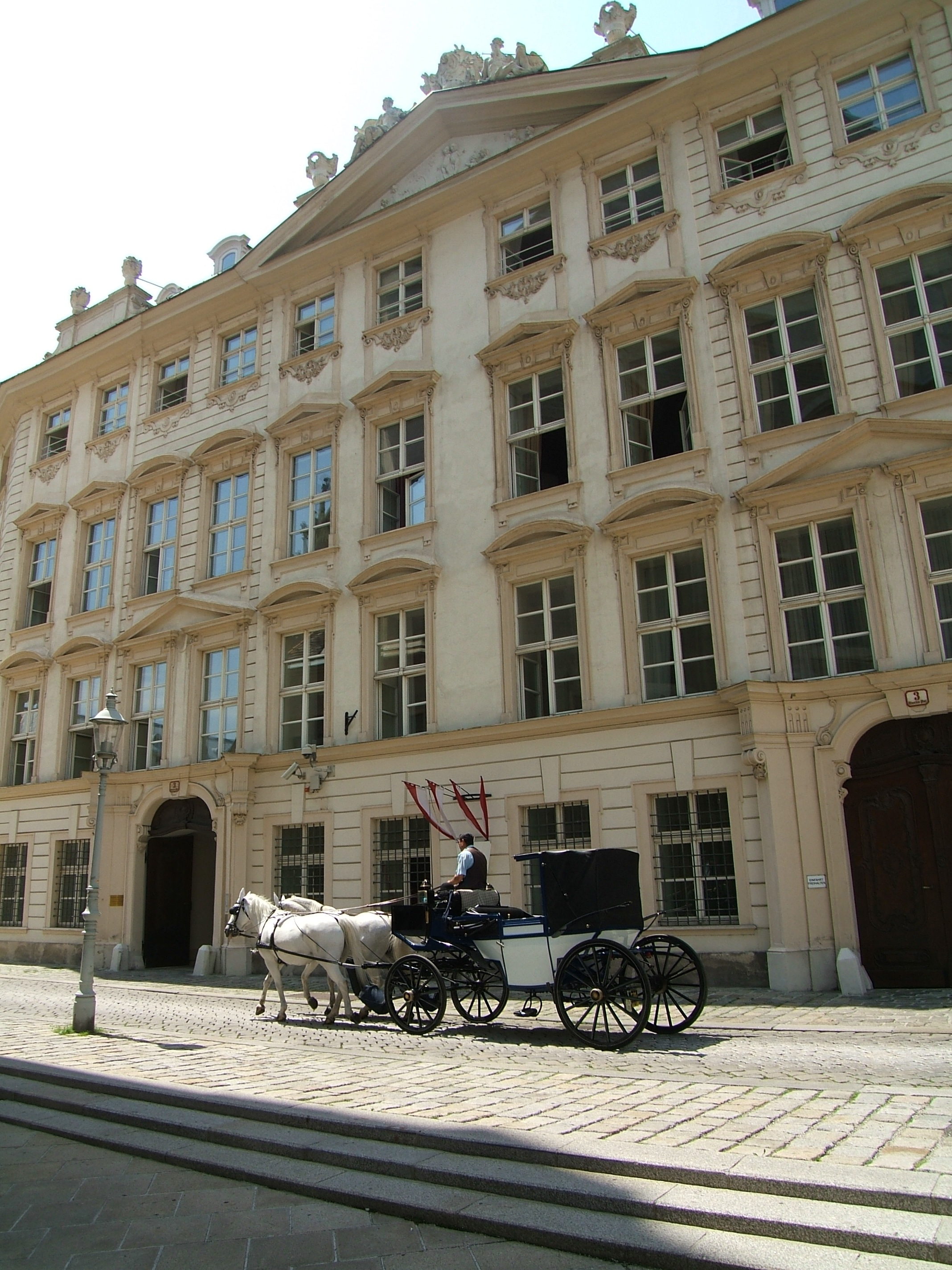
Palais Dietrichstein-Ulfeld (Minoritenplatz 3)
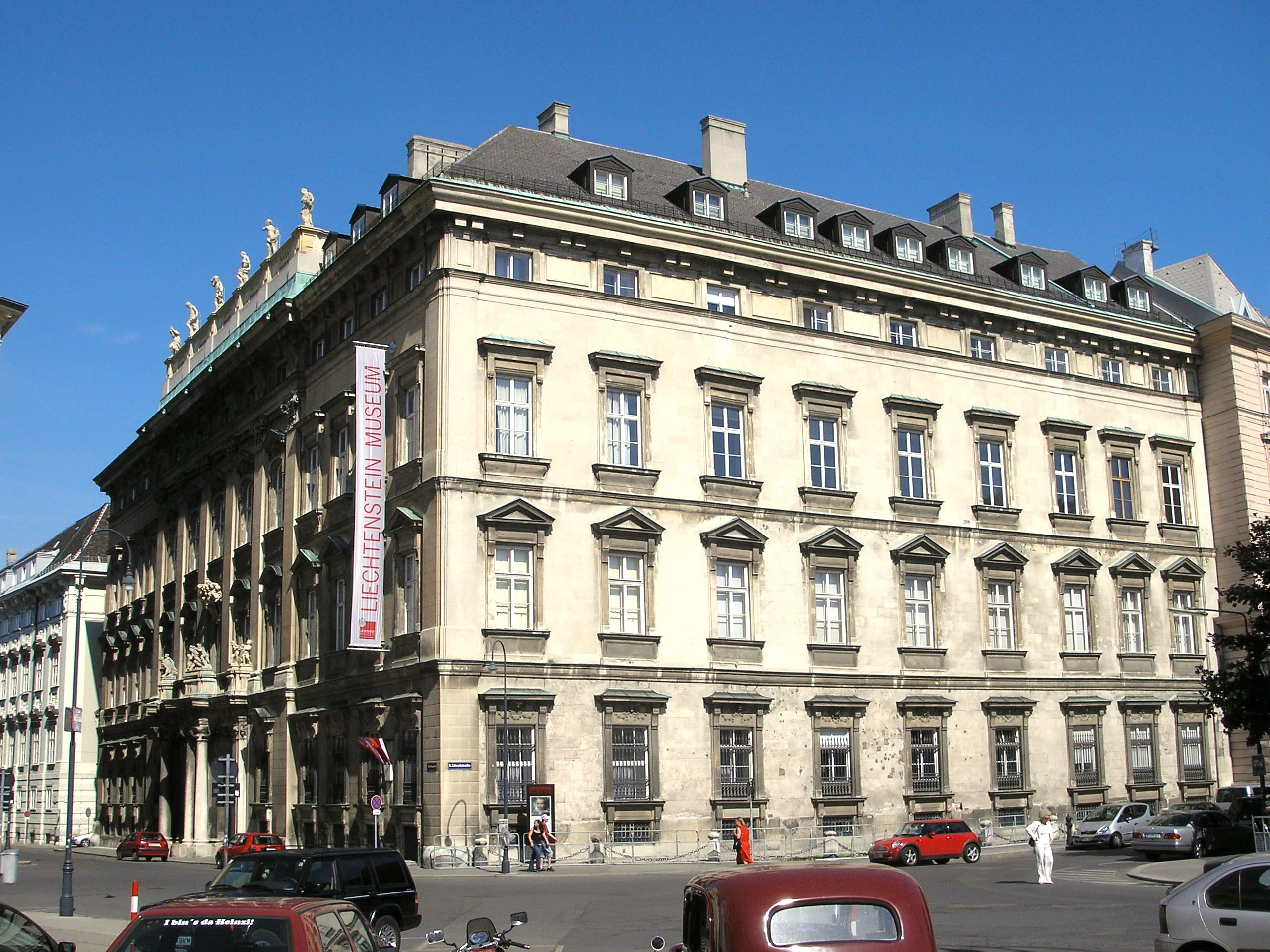
Palais Liechtenstein (Minoritenplatz 4)
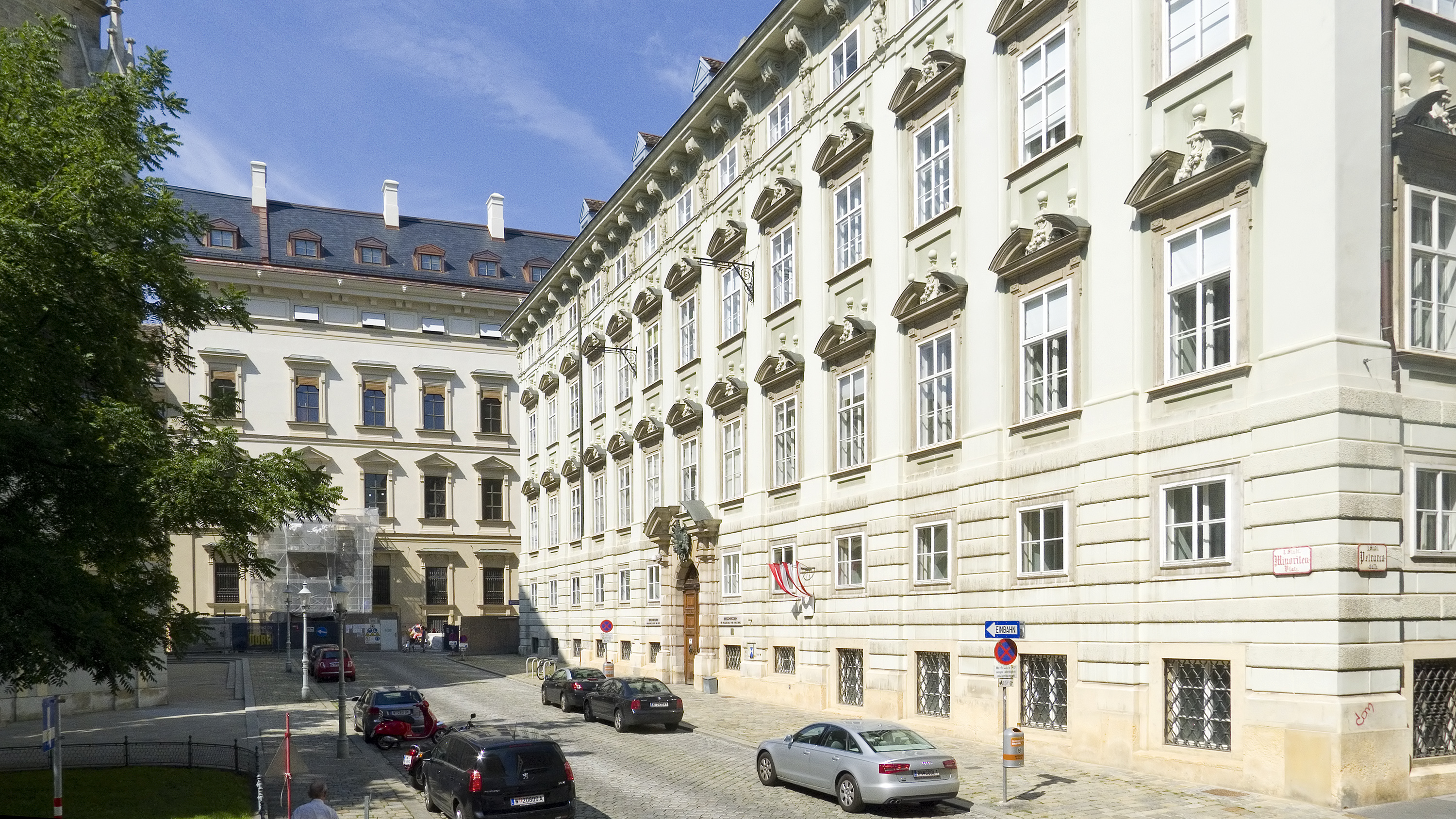
Palais Starhemberg (Minoritenplatz 5)
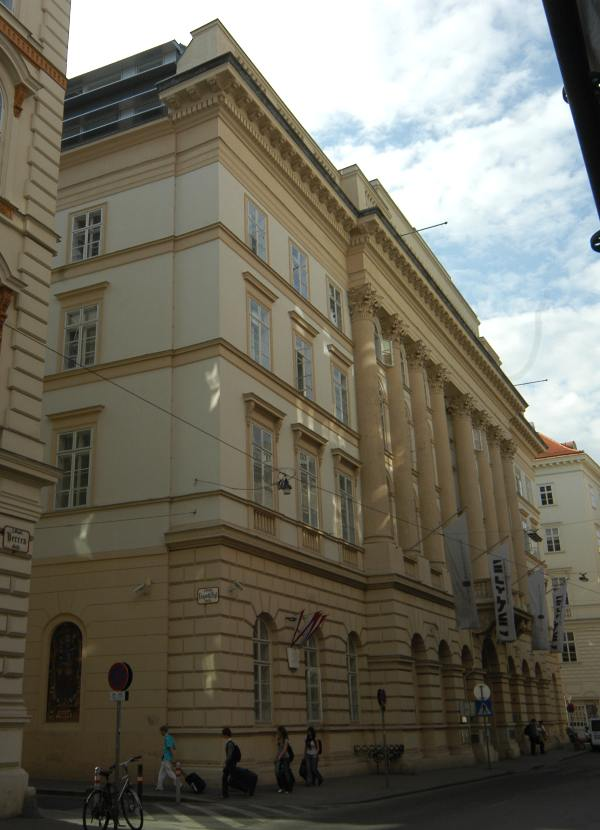
Palais Niederösterreich (Minoritenplatz 7)
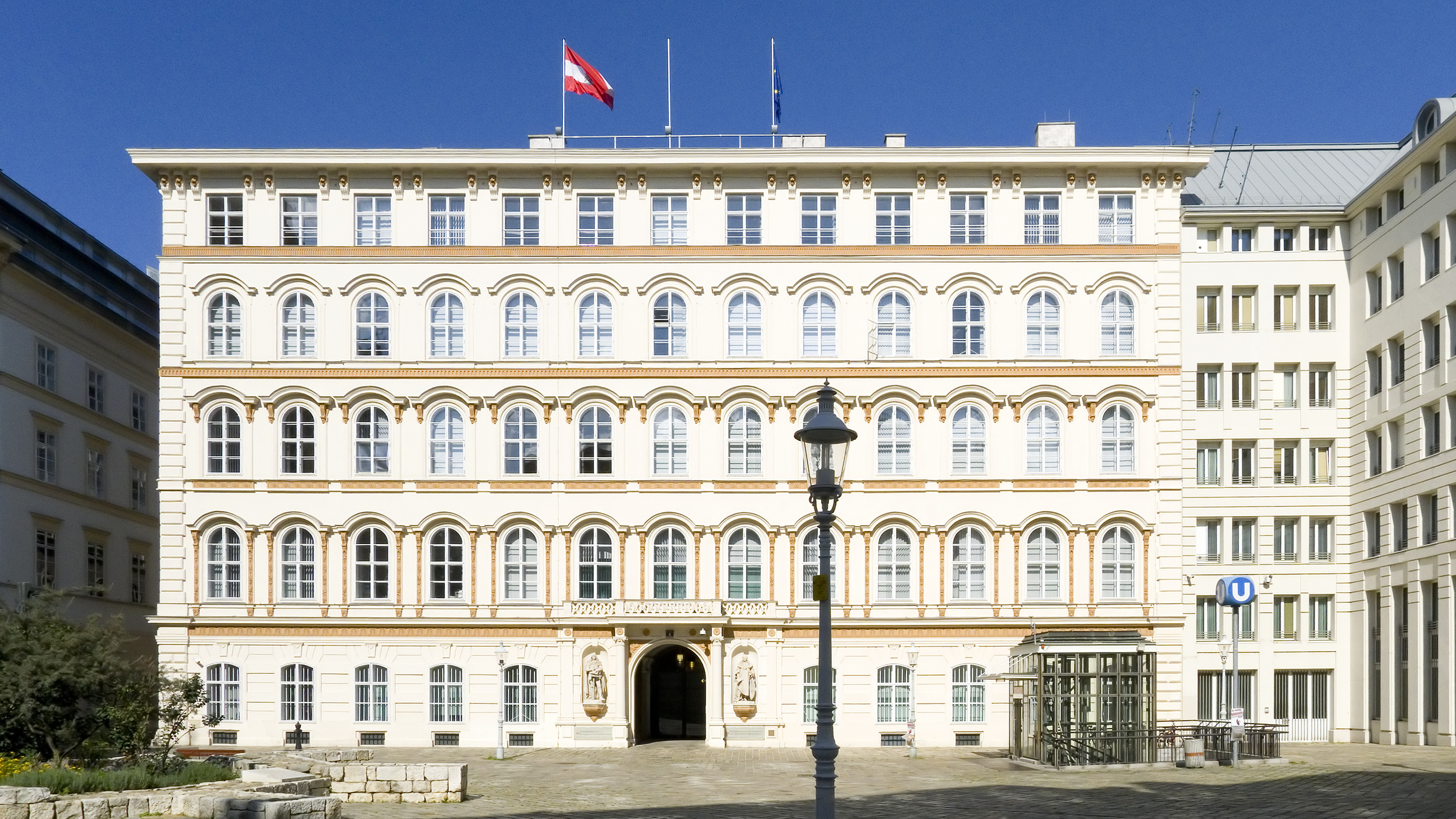
Spolkové ministerstvo pro evropské a mezinárodní záležitosti/BMEIA (Minoritenplatz 8)
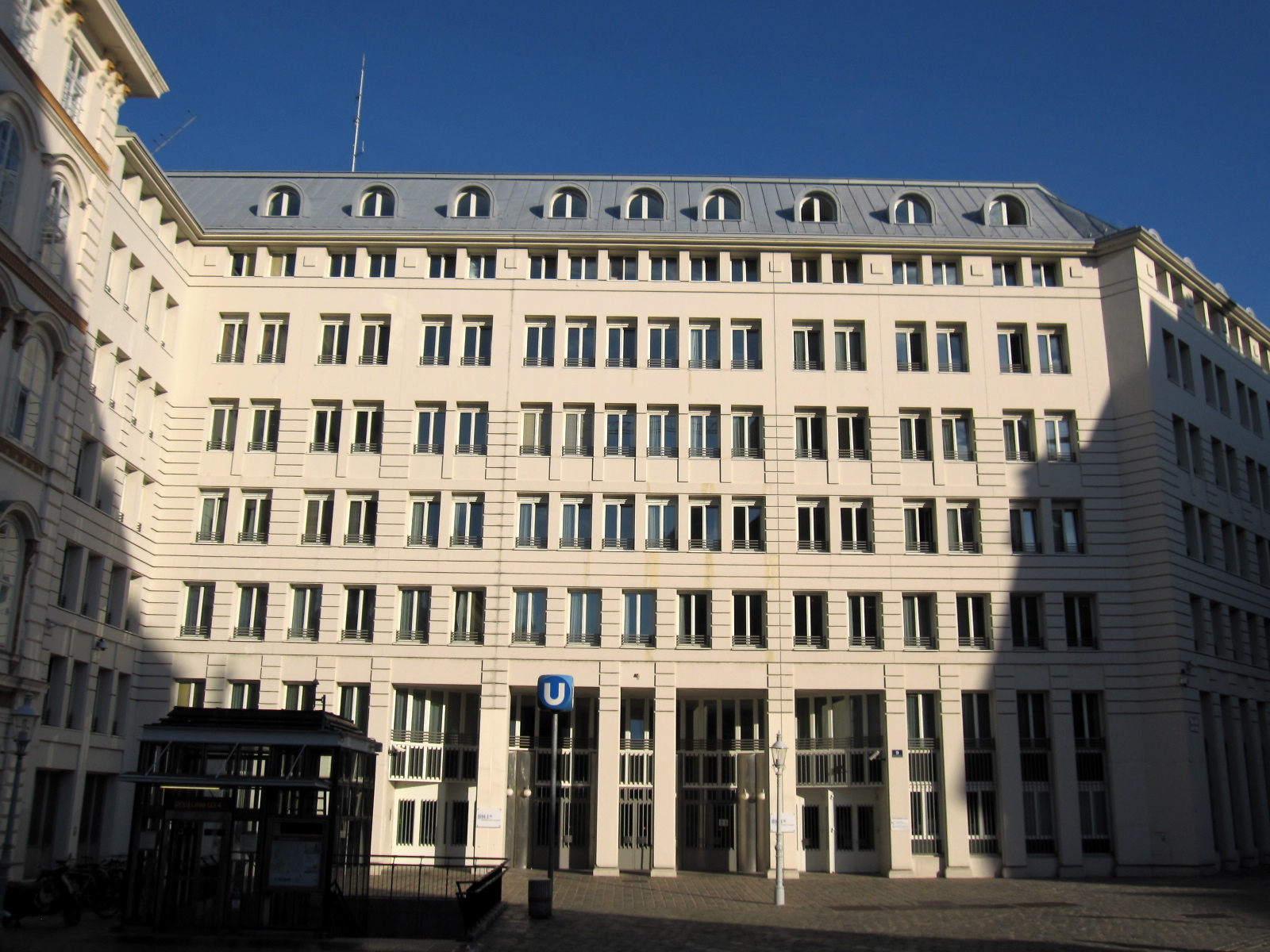
Spolkové ministerstvo vnitra (Minoritenplatz 9)

- Domovský, dvorský a státní archiv
(Minoritenplatz 1)
- Ditrichštejnsko-ulfeldský palác
(Minoritenplatz 3)
- Lichtenštejnský palác
(Minoritenplatz 4)
- Starhemberský palác
(Minoritenplatz 5)
- Palais Niederösterreich
(Minoritenplatz 7)
- Österreichisches Außenministerium
(Minoritenplatz 8)
- Bundesthumbsterium für Inneres
(Minoritenplatz 9)